# Рудниковское сельское поселение
Ру́дниковское се́льское поселе́ние – муниципальное образование в составе Торжокского района Тверской области. На территории поселения находится 23 населенных пункта.
Центр поселения – деревня Рудниково.
Образовано в 2005 году, включило в себя территорию Рудниковского сельского округа.

## Географические данные
- Общая площадь: 110,1 км²
- Нахождение: северо-западная часть Торжокского района
  - Граничит:
    - на севере — с Яконовским СП
    - на северо-востоке — с Никольским СП
    - на юге — с Масловским СП
    - на западе — с Кувшиновским районом, Пречисто-Каменское СП, Большекузнечковское СП и Пеньское СП.

На востоке (по границе) и юге поселения протекает река Осуга.

## Население
По переписи 2002 года – 1143 человек, на 01.01.2008 – 1146 человек. 
Национальный состав: русские.

## Населённые пункты
На территории поселения находятся следующие населённые пункты:
| Тип  | Название       | Население | Население | Население |
| Тип  | Название       | 1996      | 2002      | 2008      |
| ---- | -------------- | --------- | --------- | --------- |
| дер. | Рудниково      | 305       | 216       | 213       |
| дер. | Бели           | 24        | 16        | 25        |
| дер. | Бородино       | 0         | 0         | 0         |
| дер. | Волосово       | 46        | 33        | 27        |
| дер. | Глинки         | 1         | 8         | 6         |
| дер. | Горощино       | 105       | 63        | 65        |
| дер. | Козлово        | 35        | 37        | 32        |
| дер. | Костково       | 3         | 0         | 1         |
| село | Красное        | 25        | 21        | 31        |
| дер. | Кузовково      | 70        | 59        | 69        |
| дер. | Малое Святцово | 0         | 0         | 0         |
| дер. | Малый Борок    | 22        | 24        | 14        |
| дер. | Мануйлово      | 142       | 108       | 99        |
| дер. | Перцово        | 7         | 0         | 1         |
| село | Подольцы       | 84        | 66        | 72        |
| дер. | Смыково        | 22        | 11        | 7         |
| дер. | Спирово        | 21        | 22        | 18        |
| дер. | Степанково     | 43        | 42        | 27        |
| дер. | Ступнево       | 8         | 4         | 6         |
| село | Таложня        | 449       | 335       | 346       |
| дер. | Упрышкино      | 39        | 38        | 40        |
| дер. | Фомино         | 49        | 27        | 35        |
| дер. | Шумчино        | 12        | 13        | 12        |

## История
В XI-XIV вв. территория поселения относилась к  Новгородской земле и составляла часть «городовой волости» города Торжка (Нового Торга).
В XV веке присоединена к Великому княжеству Московскому.
- После реформ Петра I территория поселения входила:
  - в 1708-1727 гг. в Санкт-Петербургскую (Ингерманландскую 1708-1710 гг.) губернию, Тверскую провинцию,
  - в 1727-1775 гг. в Новгородскую губернию, Тверскую провинцию,
  - в 1775-1796 гг. в Тверское наместничество, Новоторжский уезд,
  - в 1796-1929 гг. в Тверскую губернию, Новоторжский уезд,
  - в 1929-1935 гг. в Московскую область, Новоторжский район,
  - в 1935-1963 гг. в Калининскую область, Новоторжский район,
  - в 1963-1990 гг. в Калининскую область, Торжокский район,
  - с 1990 в Тверскую область, Торжокский район.

В середине XIX-начале XX века большинство деревень поселения относились к Бараньегорской и Пречистокаменской волостям Новоторжского уезда.

## Известные люди
В деревне Подольное (ныне не существующей) родился Герой Советского Союза Ефремов Михаил Ефремович.